# Francisco Gomes Teixeira
Pour les articles homonymes, voir Teixeira.
Francisco Gomes Teixeira, né le 28 janvier 1851 à São Cosmado, près de Armamar, au Portugal et mort le 8 février 1933 à Porto, est un mathématicien portugais. Il a joué un rôle important pour l’intégration du Portugal dans les mathématiques internationales. Il est l’auteur d’un traité sur les courbes en 3 volumes, qui reçut plusieurs prix.

## Biographie
De 1869 à 1874, Francisco Gomes Teixeira étudie à l’université de Coimbra (la seule au Portugal à cette époque), dont il est diplômé avec la plus haute mention. Il commence dès cette époque la recherche en mathématiques, avec un article sur le développement d’une fonction en fraction continue, et entre alors en contact avec Daniel Augusto da Silva, professeur à la Escola Naval (école navale) de Lisbonne, qui l’encourage à poursuivre ses recherches. En 1875, Gomes Teixeira soutient une thèse « A integração das equações às derivadas parciais de 2ª ordem » (Sur l’intégration des équations aux dérivées partielles du deuxième ordre). Dès l’année suivante, il enseigne à la Faculté des sciences et est correspondant de l’Académie royale des sciences de Lisbonne, dont il sera membre en 1878.
Convaincu par da Silva de l’importance d’œuvrer pour la reconnaissance internationale des mathématiques portugaises, Teixeira publie des articles dans des journaux étrangers et, réciproquement fonde une revue mathématique à portée internationale, le Jornal de Sciencias Mathematicas e Astronomicas, en 1877. En 1878, après un bref passage à l’observatoire astronomique de Lisbonne, il est nommé professeur à l’université de Coimbra, puis, en 1884, à la chaire de calcul différentiel et intégral de l’Academia Politécnica de Porto. La rédaction et la publication de ses cours joue un rôle important dans la  rénovation de l’enseignement de l’analyse au Portugal. Il entretient aussi une large correspondance, avec Giuseppe Peano, Charles Hermite, Gösta Mittag-Leffler, Tullio Levi-Civita, etc.
Pendant son séjour à Coimbra, il est élu député pour le  Parti régénérateur, en 1879, 1883 et 1884, mais participe peu à la vie politique. En 1906, Teixeira rejoint le Parti régénérateur libéral. Il est nommé deux ans plus tard au Conseil supérieur de l’Instruction publique, et en 1923, au Conseil de l’enseignement.
En 1899, il remporte un prix de l’Académie royale des sciences de Madrid pour la rédaction d’un ouvrage important sur les courbes. L’Académie avait mis au concours une première fois en 1892, puis en 1895, l’élaboration d’un « Catalogue méthodique de toutes les courbes d’une classe quelconque ayant reçu un nom spécial, avec une idée succincte de la forme, des équations, et des propriétés générales de chacune d’elles, et une notice des ouvrages ou des auteurs qui en ont fait la première mention ». Ce traité (augmenté) est publié en 3 volumes en français en 1908 et 1909.   Teixeira se tourne alors vers l’histoire des sciences, en particulier vers l’histoire des sciences au Portugal.  En 1917, Teixeria reçoit le prix Binoux d’histoire des sciences de l’Académie des sciences.

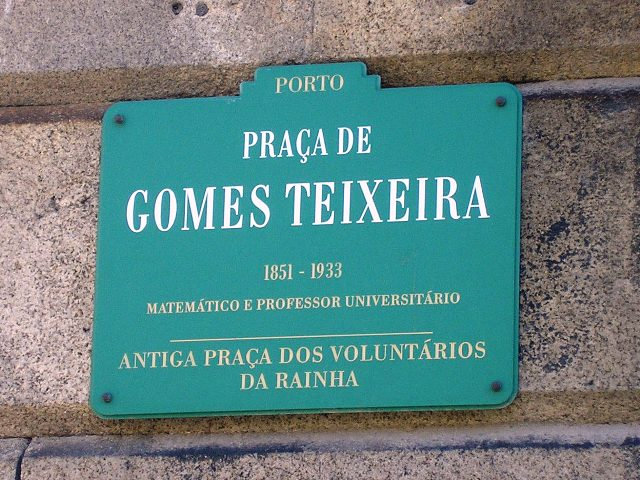
La place de Porto, où était située le rectorat, a été nommée place Gomes Teixeira

En 1911, il devient le premier recteur de l’université récemment créée de Porto et reste en fonction jusqu’en 1917. Il est aussi professeur dans la section de mathématiques jusqu’en 1925, lorsqu’il demande son transfert à la section de mécanique. Il prend sa retraite en 1929. Il écrit plusieurs livres sur ses voyages et sur des thèmes religieux.

## Principaux ouvrages
- Integração das equações à derivadas parciais de 2e ordem, Coimbra, Imprensa da Universidade, 1875.
- Traité des Courbes Spéciales Remarquables Planes et Gauches, Coimbra, Imprensa da Universidade, 1908–1909 traduit de l’original en espagnol de 1899, revu et très augmenté. Réédition: dans les Obras sobre Matemática, volumes IV, V et VII, 1908–1915; Chelsea Publishing Co, New York, 1971; Éditions Jacques Gabay, Paris, 1995.
- Obras sobre Matemática, Coimbra, Imprensa da Universidade (lire en ligne), vol. I, 1904; vol. II, 1906; vol. III, 1906; vol. IV, 1908; vol. V, 1909; vol. VI, 1912; vol. VII, 1915.
- Panegíricos e conferências, Coimbra, Imprensa da Universidade, 1925.
- História das matemáticas em Portugal, Lisboa, Academia das Ciências de Lisboa, 1934.

## Distinctions
- doctorat honoris causa de l’université de Madrid.
- doctorat honoris causa de l’université de Toulouse.
- prix Binoux de l’Académie des sciences (France) en 1917.

## Hommages
- Une place de Porto a été nommée place Gomes Teixeira.
- Une plaque commémorative a été apposée sur la maison de Porto où il a vécu[4].
- Deux timbres à son effigie ont été émis au Portugal lors du centenaire de sa naissance.
- Un monument, surmonté de son buste en bronze, se trouve sur la place centrale de son village natal. Le buste reproduit est analogue à celui se trouvant à l’université de Coimbra[5].